# Wolin (przystanek kolejowy)
Wolin – kolejowy przystanek osobowy w Wolinie, w województwie zachodniopomorskim, w powiecie kamieńskim. Według klasyfikacji PKP ma kategorię dworca lokalnego.

## Ruch pasażerski
| Rok  | Wymiana pasażerska na dobę |
| ---- | -------------------------- |
| 2017 | 200–299                    |
| 2022 | 500–699                    |

10 czerwca 2018 roku została zmieniona nazwa przystanku osobowego z Wolin Pomorski na Wolin.
Przez przystanek przebiega zelektryfikowana linia kolejowa Szczecin Dąbie – Świnoujście Port. Na przystanku zatrzymują się jedynie regionalne pociągi osobowe relacji Świnoujście Port – Szczecin Główny i Świnoujście Port – Poznań Główny.  